# 超異能冒險
《超異能冒險》是部2009年奇幻冒險電影，翻拍自1975年的《巫山大逃亡》（Escape to Witch Mountain），根據 Alexander Key 1968年的同名原著改編，由安迪·菲克曼（Andy Fickman）執導，巨石強森、安娜蘇菲亞·羅伯與亞歷山大·路德維格（Alexander Ludwig）主演。
2008年三月在洛杉磯進行拍攝製作，2009年3月13日北美首映，台灣於4月10日上映。

## 劇情
倒楣的的士司機傑克·布魯諾（巨石強森飾）碰上一對正在逃亡的少年兄妹莎拉（安娜蘇菲亞洛飾）及賽斯（阿歷山大盧域飾）。由他們上車的一刻開始，亡命旅程立即展開。原來莎拉及薛夫是身懷異能的外星來客，更掌握拯救地球未來的秘密關鍵；因此成為政府特工及地下組織惡勢力的獵物，更有其他外星戰隊向他們展開追殺。傑克為了救己救人，必須在限時之前，把兩名外星少年送回他們在地球的太空基地...

## 演員
| 演員                               | 角色                                | 備註       |
| ---------------------------------- | ----------------------------------- | ---------- |
| 巨石強森 Dwayne Johnson            | 傑克·布魯諾 Jack Bruno              | 計程車司機 |
| 安娜蘇菲亞·羅伯 AnnaSophia Robb    | 莎拉 Sara                           | 外星人妹妹 |
| 亞歷山大·路德韋格 Alexander Ludwig | 賽斯 Seth                           | 外星人哥哥 |
| 卡拉·古奇諾 Carla Gugino           | 愛麗克絲·福里德曼 Dr. Alex Friedman | 科學博士   |
| 希朗·辛德斯 Ciarán Hinds           |                                     |            |

金·理查茲和艾克·艾森曼是1975年舊版的男女主角，當年演出都還是孩童青少年，兩人皆在新版中客串演出。

## 製作
2007年七月華特迪士尼影業找導演安迪·菲克曼執導，與 Matt Lopez 共同編劇，新版將1975年《巫山大逃亡》改編為「現代重拍版」，與舊版故事是大相異庭。八月巨石強森確選為主角，電影計畫於2008年三月開拍。導演表示並非純粹舊版重拍，確切地說是製作出一個全新章節的大魔域（Witch Mountain，早期譯為巫山）世界。原著小說內容充斥著「黑暗驚悚」題材，導演企圖將1975年舊版電影當時刪減的要素加進新版電影裡。新版中加入UFO專家、軍隊、CIA等各方人馬於電影中，更是把外星生物概念加進影片作為主要核心。電影正式定名為《超異能冒險》（Race to Witch Mountain），在洛杉磯開拍。

## 評價
影評家給予《超異能冒險》普遍中等的評價。電影評論網站爛番茄，基於74篇評論中有38%的影評家給予正面的評價。Metacritic網站基於23篇評論，平均分數100分只拿到50分。而IMDb分數投票10分得到5.7分。

## 外部連結
- （英文）官方網站 （页面存档备份，存于）
- 互联网电影数据库（IMDb）上《超異能冒險》的资料（英文）
- AllMovie上《超異能冒險》的资料（英文）
- （中文）電影相關介紹 （页面存档备份，存于）

| 上一届： 《守护者》 | 2009年美國週末票房冠軍 3月15日 | 下一届： 《末日预言》 |